# Linh miêu Á-Âu
Linh miêu Á-Âu (danh pháp hai phần: Lynx lynx) là một loài mèo thuộc Linh miêu (Lynx) trong họ Mèo. Loài này được mô tả bởi Linnaeus vào năm 1758. Chúng là loài bản địa châu Âu một và Siberia, Nam Á và Đông Á. Nó còn được gọi là linh miêu châu Âu, linh miêu phía bắc, linh miêu Siberia, linh miêu Nga. Trong khi tình trạng bảo tồn đã được phân loại là "loài ít quan tâm", quần thể linh miêu này đã bị giảm sút hoặc đã tuyệt chủng tại chỗ ở Tây Âu, nơi mà nó hiện đang được du nhập lại. Nó là loài linh miêu lớn nhất.